# Mistrzostwa Azji w rugby 7 kobiet
Mistrzostwa Azji w rugby 7 kobiet – oficjalne międzynarodowe zawody rugby 7 o zasięgu kontynentalnym, organizowane przez Asia Rugby cyklicznie od 2000 roku mające na celu wyłonienie najlepszej żeńskiej reprezentacji narodowej w tej dyscyplinie sportu w Azji. W imprezie mogą brać udział wyłącznie reprezentacje państw, których krajowe związki rugby są oficjalnymi członkami Asia Rugby.

## Zwycięzcy
| Edycja | Miejsce    | Zwycięzca  | Źródło |
| ------ | ---------- | ---------- | ------ |
| 2000   | Hongkong   | Kazachstan |        |
| 2001   | Hongkong   | Kazachstan |        |
| 2002   | Hongkong   | Kazachstan |        |
| 2003   | Hongkong   | Kazachstan |        |
| 2004   | Ałmaty     | Kazachstan |        |
| 2005   | Singapur   | Kazachstan |        |
| 2006   | Taszkent   | Chiny      |        |
| 2007   | Doha       | Kazachstan |        |
| 2008   | Hongkong   | Japonia    |        |
| 2009   | Pattaya    | Chiny      |        |
| 2010   | Kanton     | Chiny      |        |
| 2011   | Pune       | Chiny      |        |
| 2012   | Pune       | Chiny      |        |
| 2013   | dwie rundy | Japonia    |        |
| 2014   | dwie rundy | Chiny      |        |
| 2015   | dwie rundy | Japonia    |        |
| 2016   | trzy rundy | Japonia    |        |
| 2017   | trzy rundy | Japonia    |        |
| 2018   | trzy rundy | Japonia    |        |
| 2019   | trzy rundy | Japonia    |        |
| 2021   | Dubaj      | Japonia    |        |
| 2022   | trzy rundy | Chiny      |        |
| 2023   | dwie rundy | Japonia    |        |